# Coppa Intertoto UEFA 2003
La Coppa Intertoto UEFA 2003 è stata la 9ª edizione dell'omonima competizione calcistica europea, organizzata dall'UEFA. La manifestazione ha visto le affermazioni finali di Schalke 04, Villarreal e Perugia, tutte al loro primo successo nel torneo; per spagnoli e italiani, in particolare, si è trattato del loro primo trionfo in ambito confederale. Le tre squadre vittoriose hanno avuto accesso al tabellone della Coppa UEFA 2003-2004.

## Risultati

### Primo turno
Andata 21 e 22 giugno, ritorno 28 e 29 giugno.
| Squadra 1             | Totale        | Squadra 2             | Andata    | Ritorno |
| --------------------- | ------------- | --------------------- | --------- | ------- |
| Partizani Tirana      | 3-3 (gfc)     | Maccabi Netanya       | 2-0       | 1-3     |
| Zbrojovka Brno        | 3-3 (gfc)     | Kotayk'               | 1-0       | 2-3     |
| Győri ETO             | 3-3 (gfc)     | Ethnikos Achnas       | 1-1       | 2-2     |
| Bangor City           | 2-6           | Gloria Bistrița       | 0-1       | 2-5     |
| ZTS Dubnica           | 7-1           | Olympiakos Nicosia    | 3-0       | 4-1     |
| Dacia Chișinău        | 5-1           | GÍ Gøta               | 4-1       | 1-0     |
| Sloboda Tuzla         | 2-2 (3-2 dtr) | KA                    | 1-1       | 1-1     |
| Shakhtyor             | 8-1           | Omagh Town            | 1-0       | 7-1     |
| OFK Belgrado          | 5-3 (dts)     | Trans Narva           | annullato | 5-3     |
| Dinaburg              | 1-2           | Wil                   | 1-0       | 0-2     |
| Odra Wodzisław Śląski | 1-3           | Shamrock Rovers       | 1-2       | 0-1     |
| Spartak Trnava        | 2-7           | Pobeda                | 1-5       | 1-2     |
| Allianssi             | 2-1           | Hibernians            | 1-0       | 1-1     |
| ASKÖ Pasching         | 2-2 (gfc)     | WIT Georgia           | 1-0       | 1-2     |
| Koper                 | 3-2           | Zagabria              | 1-0       | 2-2     |
| Žalgiris Vilnius      | 1-4           | Örgryte               | 1-1       | 0-3     |
| Encamp                | 1-7           | Lierse                | 0-3       | 1-4     |
| Videoton              | 4-5 (dts)     | Marek Dupnica         | 2-2       | 2-3     |
| Polonia Varsavia      | 1-5           | Tobol                 | 0-3       | 1-2     |
| Tampere United        | 2-2 (gfc)     | Ceahlăul Piatra Neamţ | 1-0       | 1-2     |
| Sutjeska              | 4-1           | Union Luxembourg      | 3-0       | 1-1     |

### Secondo turno
Andata 5 e 6 luglio, ritorno 12 e 13 luglio.
| Squadra 1        | Totale    | Squadra 2        | Andata | Ritorno |
| ---------------- | --------- | ---------------- | ------ | ------- |
| Örgryte          | 4-4 (gfc) | Nizza            | 3-2    | 1-2     |
| Thun             | 3-4       | Zbrojovka Brno   | 2-3    | 1-1     |
| Brescia          | 3-2       | Gloria Bistrița  | 2-1    | 1-1     |
| Marek Dupnica    | 1-3       | Wolfsburg        | 1-1    | 0-2     |
| Shakhtyor        | 3-5       | Cibalia          | 1-1    | 2-4     |
| Willem II        | 3-4       | Wil              | 2-1    | 1-3     |
| Pobeda           | 2-3       | ASKÖ Pasching    | 1-1    | 1-2     |
| Sloboda Tuzla    | 2-5       | Lierse           | 1-0    | 1-5     |
| Dacia Chişinău   | 5-0       | Partizani Tirana | 2-0    | 3-0     |
| Koper            | 3-3 (gfc) | ZTS Dubnica      | 1-0    | 2-3     |
| Sint-Truidense   | 0-3       | Tobol            | 0-2    | 0-1     |
| 1. FC Synot      | 4-3       | OFK Belgrado     | 1-0    | 3-3     |
| Racing Santander | 2-2 (gfc) | Győri ETO        | 1-0    | 1-2     |
| Slovan Liberec   | 4-0       | Shamrock Rovers  | 2-0    | 2-0     |
| Akratītos        | 0-1       | Allianssi        | 0-1    | 0-0     |
| Tampere United   | 1-0       | Sutjeska         | 0-0    | 1-0     |

### Terzo turno
Andata 19 e 20 luglio, ritorno 26 luglio.
| Squadra 1        | Totale    | Squadra 2      | Andata | Ritorno |
| ---------------- | --------- | -------------- | ------ | ------- |
| Tobol            | 0-4       | ASKÖ Pasching  | 0-1    | 0-3     |
| Perugia          | 4-0       | Allianssi      | 2-0    | 2-0     |
| Egaleo           | 4-5       | Koper          | 2-3    | 2-2     |
| Nantes           | 5-3       | Wil            | 2-1    | 3-2     |
| Nizza            | 0-1       | Werder Brema   | 0-0    | 0-1     |
| Villarreal       | 3-1       | Brescia        | 2-0    | 1-1     |
| Guingamp         | 4-5 (dts) | Zbrojovka Brno | 2-1    | 2-4     |
| Dacia Chişinău   | 1-3       | Schalke 04     | 0-1    | 1-2     |
| Racing Santander | 1-3       | Slovan Liberec | 0-1    | 1-2     |
| 1. FC Synot      | 0-3       | Wolfsburg      | 0-1    | 0-2     |
| Heerenveen       | 5-1       | Lierse         | 4-1    | 1-0     |
| Tampere United   | 1-2       | Cibalia        | 0-2    | 1-0     |

### Semifinali
Andata 30 luglio, ritorno 6 agosto.
| Squadra 1      | Totale | Squadra 2      | Andata | Ritorno |
| -------------- | ------ | -------------- | ------ | ------- |
| Nantes         | 0-1    | Perugia        | 0-1    | 0-0     |
| ASKÖ Pasching  | 5-1    | Werder Brema   | 4-0    | 1-1     |
| Zbrojovka Brno | 1-3    | Villarreal     | 1-1    | 0-2     |
| Schalke 04     | 2-1    | Slovan Liberec | 2-1    | 0-0     |
| Heerenveen     | 2-1    | Koper          | 2-0    | 0-1     |
| Cibalia        | 1-8    | Wolfsburg      | 1-4    | 0-4     |

### Finali
Andata 12 agosto, ritorno 26 agosto.
| Squadra 1     | Totale | Squadra 2  | Andata | Ritorno |
| ------------- | ------ | ---------- | ------ | ------- |
| ASKÖ Pasching | 0-2    | Schalke 04 | 0-2    | 0-0     |
| Heerenveen    | 1-2    | Villarreal | 1-2    | 0-0     |
| Perugia       | 3-0    | Wolfsburg  | 1-0    | 2-0     |